# Хиганте де Арройито
«Хига́нте де Арройи́то» (исп. Estadio Gigante de Arroyito) — стадион, расположенный в городе Росарио (Аргентина).
Стадион был построен в 1927—1929 годах и открыт 27 октября 1929 года. Стадион реконструировался 3 раза: в 1957, 1963 и 1968 годах.
На «Хиганте де Арройито» состоялась последняя игра Чемпионата регби 2012, в которой 6 октября сборная Аргентины проиграла Австралии со счётом 19:25.

## Матчи чемпионата мира 1978
В рамках чемпионата мира на арене были проведены шесть матчей первого и второго групповых раундов чемпионата.
| дата    | стадия   | соперники            | результат | кол-во зрителей |
| ------- | -------- | -------------------- | --------- | --------------- |
| 2 июня  | группа 2 | Тунис — Мексика      | 3:1       | 17 396          |
| 6 июня  | группа 2 | Польша — Тунис       | 1:0       | 9 624           |
| 10 июня | группа 2 | Польша — Мексика     | 3:1       | 22 651          |
| 14 июня | группа B | Аргентина — Польша   | 2:0       | 37 091          |
| 18 июня | группа B | Аргентина — Бразилия | 0:0       | 37 326          |
| 21 июня | группа B | Аргентина — Перу     | 6:0       | 37 315          |